# Antiferroélectricité
L'antiferroélectricité est une propriété que présentent certains matériaux au plan de l'ordre des dipôles électriques. Elle entretient avec la ferroélectricité le même type de relation que l'antiferromagnétisme avec le ferromagnétisme. Les matériaux antiferroélectriques sont caractérisés à l'échelle microscopique par la présence de dipôles électriques alignés en sens opposés, et macroscopiquement par une double courbe d'hystérésis de la polarisation en fonction du champ électrique.
Les oxydes antiferroélectriques fréquemment cités sont PbZrO3 et PbHfO3. Des cristaux liquides présentent aussi ces propriétés.
Les antiferroélectriques trouvent un intérêt pratique dans la fabrication de condensateurs.